# برج هرست
برج هرست (به انگلیسی: Hearst Tower) نام یک برج سبز (از لحاظ استانداردهای محیط زیست) مرتفع در شهر نیویورک، در ایالت نیویورک است.
این برج در ۲۰۰۶ ساخته شد. ۱۸۲ متر ارتفاع دارد و متعلق به هرست کورپوریشن می‌باشد. دفاتر چند نشریه معروف زیرمجموعه این شرکت نیز در این ساختمان قرار دارند.
معمار این برج پست‌مدرنیستی، نورمن فاستر و شرکا هستند. برج هرست در جزیره منهتن واقع گرفته و اولین ساختمان آسمان خراش پایدار در این جزیره می‌باشد. اصلی‌ترین هدف این برج، برقراری یک رابطه دوستانه بین آثارش با شرایط زیست‌محیطی و استفاده از الگوهای طبیعت و بهره‌گیری مؤثر از انرژی‌های تجدیدشونده می‌باشد.
۸۰٪ فولاد به کار رفته در ساخت این بنا، از نوع بازیافتی است و ۵۰٪ آب مصرفی ساختمان از بارندگی روی سقف تأمین می‌شود.

## تاریخچه
برج هرست (Hearst Tower)، نخستین ساختمان اداریِ بلند مرتبهٔ «سبز» در نیویورک، عیناً مهارت و هوشی را یادآوری می‌کند که فاستر و همکارانش را به سمت طراحی ضدکلیشه‌ای و نوآورانه سوق می‌دهد.
پایه و اساس ۶ طبقه از ساختمان توسط شرکت مؤسس، ویلیام رندولف هرست ساخته شد و به گروه معماری شهری جوزف اهدا شد. ساختمان در سال ۱۹۲۸ با هزینه ۲ میلیون دلار و مساحت ۴۰۰۰۰ فوت (۳۷۰۰ مترمربع) به پایان رسید. نمای اصلی ساختمان از جنس سنگ است و در طراحی جدید توسط لندمارک، محوطه اطراف هم طراحی شده‌است. در اصل ساختمان به عنوان یک آسمان‌خراش طراحی شده ولی به دلیل رکود بزرگ اقتصادی ساخت و ساز برج به تعویق افتاد. این برج جدید، حدوداً ۸۰ سال بعد کامل شد و ساخت آن به پایان رسید و ۲۰۰۰ کارمند هرست، در ۲۶ ژوئن ۲۰۰۶ نقل مکان کردند.
برج توسط نورمن فاستر طراحی شد و سازه مهندسی آن توسط کانتور سینوک و تونر طراحی شده‌است. برج در ۴۶ طبقه ساخته شده که ارتفاع ۱۸۲ متری (۵۹۷ فوت) دارد و مساحت ۸۰۰۰۰ متر مربع (۸۶۰۰۰۰ فوت مربع) به فضای اداری این برج اختصاص داده شده‌است. الگوی غیرمعمول فریم‌های مثلثی (شناخته شده به عنوان یک دیاگرام) به ۹۵۰۰تن(۱۰۴۸۰ تن) سازه فولادی نیاز داشت. حدوداً ۲۰٪ کمتر از یک قاب فولادی. برج هرست اولین آسمان خراش در نیویورک است که برای آن در ۱۱ سپتامبر ۲۰۰۱، زمین را تخریب کردند. ساختمان در سال ۲۰۰۶ موفق به دریافت جایزه بهترین آسمان خراش رسید که تا آن زمان کامل شده بود.
ایده این طرح این بود که نمای بتنی ساختمان اصلی دچار هیچ‌گونه تغییری نشود؛ ولی بخش میانی و هسته مرکزی ساختمان را به گونه‌ای بتراشد که یک کانال یا پاساژ کاملاً پهناوری ایجاد شود و به دنبال آن با استفاده از ستون‌های کاملاً بزرگ بتنی و فلزی برج جدید را در آن ایجاد کند. شاسی و سازه اصلی برج که از اتصال چند مثلث به دست آمده و ترکیب مهندسی چندضلعی به خود گرفته، ضمن اینکه از استحکام و از پایداری خوبی برخوردار بود، طراحی خاص آن باعث می‌گردید که نسبت به سازه‌های فلزی معمولی، ۲۰ فولاد کمتر در آن استفاده شود؛ که خود صرفه جویی قابل توجهی است.
سیلووِتِ دندانه‌دار و متقارن این بنا، به راحتی در محیط اطراف خود قابل‌تشخیص است. نمای دیاگرید (در هم تنیده) از قاب فولادیِ مثلثیِ تشکیل شده که ۲۱٪ کاربرد کمتر فولاد، نسبت به همین گونه ساختمان‌های سنتی را به دنبال داشت. همچنین نکتهٔ تأثیرگذار این بنا، [در مورد] استاتیک آن است؛ زمانی که مشخص می‌شود ۹۰٪ از ۱۰۴۸۰ تن فولاد استفاده‌شده، حاصل متریال‌های بازیافتی است. فاستر و همکارانش مرزها را با لیست بلند بالایی از ملاحظات محیطی پشت سر گذاردند که این رویکرد به سمت تعیین نقش برج هرست به عنوان دارندهٔ گواهی ال ای ای دی گولد(LEED Gold) پیش رفت. سنگ‌های آهک رسانای گرمایی، کف آتریوم را فرش کرده و لوله‌های پلی اتیلن که آب را به منظور کنترل دمای محیطیِ ساختمان به گردش درمی‌آورند، را پوشش می‌دهند. در اوقات بارانی، آب باران بر روی بام جمع و سپس در زیرزمین ذخیره می‌گردد و در لوله‌کشیِ کف، آبیاری و تندیس آبی در لابی استفاده می‌شود.

## مصرف انرژی
از نوآوری‌هایی که در این برج به انجام رسیده، پیش‌بینی‌هایی را می‌توان نام برد که در جهت کاهش مصرف انرژِی بوده‌است که در این زمینه تدارکات وسعی دیده شده؛ از جمله آن‌ها می‌توان از حسگرهای حرکتی تا تجهیزات سیستم تهویه با راندمان بسیار بالا نام برد. رعایت این مسائل باعث گردید که کل میزان مصرف انرژِی در این ساختمان، ۲۲٪ کمتر از آسمان‌خراش‌های مشابه و هم‌اندازه با آن باشد که این معنای صرفه‌جویی به میزان دو میلیون کیلو وات برق در سال است.
در تهیه مواد برای قسمت‌های مختلف این برج سعی شده که در مصرف منابع صرفه‌جویی شود؛ به طوری که موکت‌های مورد مصرف در کف‌پوش‌ها و همین‌طور تجهیزات سقف و بخش اعظم دکوراسیون داخلی از مواد بازیافتی استفاده شده‌است.
آب باران در تانک‌ها و گالن‌هایی که ظرفیت آن‌ها ۱۴۰۰۰ لیتر می‌باشد، جمع‌آوری شده و این امر باعث مرطوب کردن فضای باز داخلی برج می‌شود. قرار بر این شد که این برج در مقوله صرفه‌جویی انرژِی و همین‌طور رعایت مسائل زیست‌محیطی، دارای نشان طلا از طرف انجمن شهر نیویورک شود.
سازه هندسی خاص این برج، در واقع از فریم‌های مثلثی چهار طبقه که به یکدیگر متصل شده‌اند تشکیل شده‌است. چون مثلث‌ها ضمن اینکه می‌توانند بار جاذبه را حمل کنند، توانایی ایجاد پایداری جانبی را نیز دارند و بنابراین ستون‌ها نیاز به کمربندهای تقویتی نداشته و بدین ترتیب در مصرف فولاد ۲۰۰۰ تن صرفه‌جویی خواهد شد..
در قسمت بالای برج، آن را به وسیله ستون‌های غول‌پیکر که تعداد آن‌ها ۱۲ عدد است، برپا بود و حمل آن‌ها به صورت یکپارچه امکان‌پذیر نبود؛ چون بسیار سنگین بودند و ضمناً طول هر یک بیش از ۲۶ متر بود که در خیابان تخلیه شدند و بعد از جوشکاری قسمت‌های مختلف و بر پا کردن آن‌ها داخلشان به وسیلهبتون پر شد.
نور:
بهینه‌سازیِ مقدار نور طبیعی سیال در سراسر ساختمان، یکی دیگر از کاهش هزینه‌های این برج است. در راستای ایجاد حد اعلی نور، فاستر دیوارهای داخلی را محدود ساخت تا نور کمتری توسط آن‌ها حذف شود. حسگرهای نوری نیز به منظور اندازه‌گیری مقدار نور طبیعی و واکنش خودکار آن‌ها، با توجه به نور مورد نیاز به کار می‌روند.
۹۵٪ نور فضاهای داخلی به دلیل این است که پنجره‌های این برج از کف تا سقف ادامه می‌یابد.
گردش آب و آب‌نما:
مهندسین از طریق مدلی طرح یک آبشار یا آب‌نما را که طول آن حدود ۱۰ متر می‌باشد، در لابی یا ورودی ساختمان نصب کردند. آب مورد نیاز این آب‌نما به وسیله آب باران در پشت بام تأمین می‌شود که در اثر پایین آمدن از آن، میزان رطوبت نسبی را به حدود ۳۰ الی ۵۰ درصد می‌رساند؛ که این میزان بسته به فصل متفاوت است و وجود چنین آب‌نمایی باعث کاهش ۵٪ مصرف سیستم تهویه در تابستان می‌گردد.
آب از طریق شیلنگ‌هایپلی اتیلن که در کف نصب شده‌اند، در تابستان ایجاد خنکی و در زمستان ایجاد گرمایش می‌کند. در زمستان این سیستم قادر است دمای کف را که به وسیله سنگ گرانیت پوشیده‌است، به حدود ۲۶ درجه سانتیگراد برساند؛ که این به معنای تأمین ۳۶٪ گرمای مورد نیاز است و در طول تابستان این سیستم، دمای کف را به کمتر از ۲۰ درجه سانتیگراد رسانده که باعث ۱۰٪ صرفه‌جویی در عملکرد سیستم ارکاندیش می‌گردد. آبشار یخ این تندیس آبی که ارتفاعش به سه طبقه می‌رسد، از هزاران پنل شیشه‌ای تشکیل شده و همچنین در [فرایند کنترل] شرایط دمایی ساختمان به واسطهٔ برودت و تزریق رطوبت به هوای محیط با بهره‌بری از همان آب باران بازیافتی، شرکت می‌کند. برج، در دوره‌ای طولانی از سال، از طریق تهویهٔ طبیعی دردمای آسایش باقی می‌ماند.

## ویژگی و شاخص‌های آسمان خراش هرست
استفاده از الگوی سبک مثلثی‌شکل در سازه که باعث صرفه‌جویی ۲۰ درصدی در مصرف فولاد نسبت به دیگر سازه‌ها می‌باشد، استفاده از مواد بازیافتی و به کار گرفتن آن‌ها در ساخت موکت و کف‌پوش‌ها و تجهیزات سقف و بخش اعظم دکوراسیون داخلی، همچنین جمع‌آوری و ذخیره آب باران در مخازنی به ظرفیت ۱۴ هزار لیتر برای استفاده بهینه در مرطوب ساختن فضای داخلی آسمان‌خراش، استفاده از مکانیسم آبی در شیلنگ‌های پلی اتیلن که در کف به‌وسیله سنگ‌های گرانیت پوشانده شده‌است و در طول تابستان این سیستم دمای کف را به کمتر از ۲۰ درجه سانتی گراد می‌رساند و باعث صرفه جویی ۱۰ درصدی در سیستم ایرکاندیشن می‌گردد. ۹۰ درصد فولاد مصرفی از طریق بازیافت آهن قراضه به جای استفاده از سنگ معدنی آهن به دست آمده‌است. بازیافت ۸۵ درصدی مصالح حاصل از تخریب بخش‌هایی از ساختمان قدیمی و بهره‌گیری و استفاده از تهویه طبیعی ساختمان در بیشتر نصف سال و همچنین به‌کارگیری سنسورهای حرکتی و نوری در مکان‌های بسته و باز، جهت خاموش کردن چراغ‌ها.

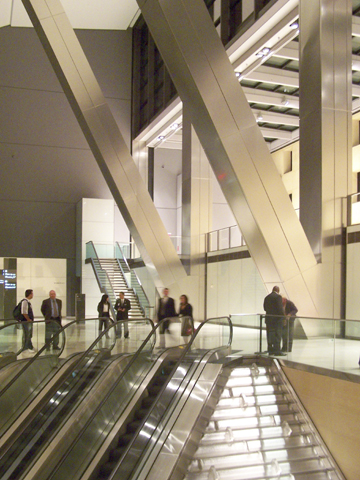
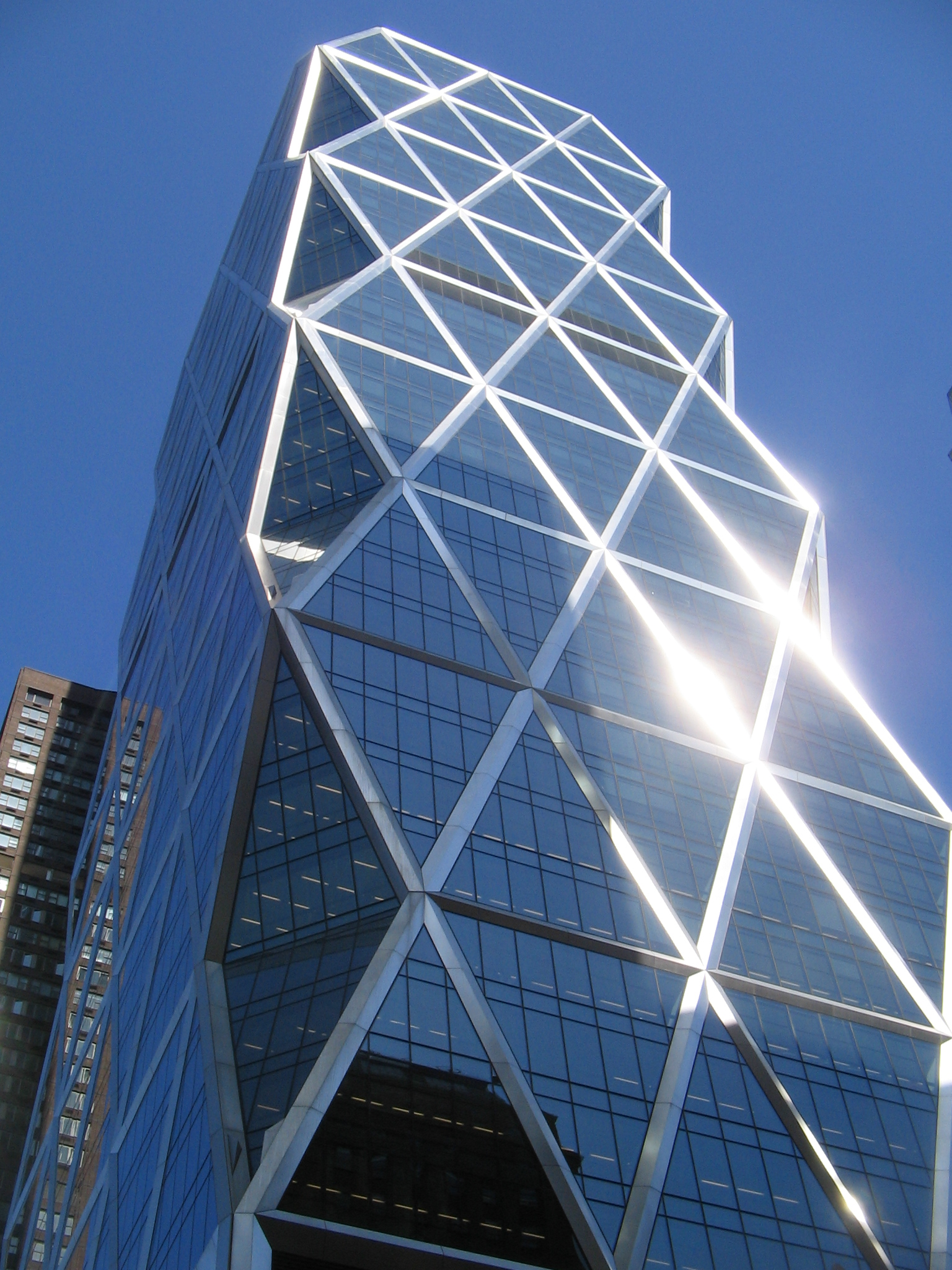
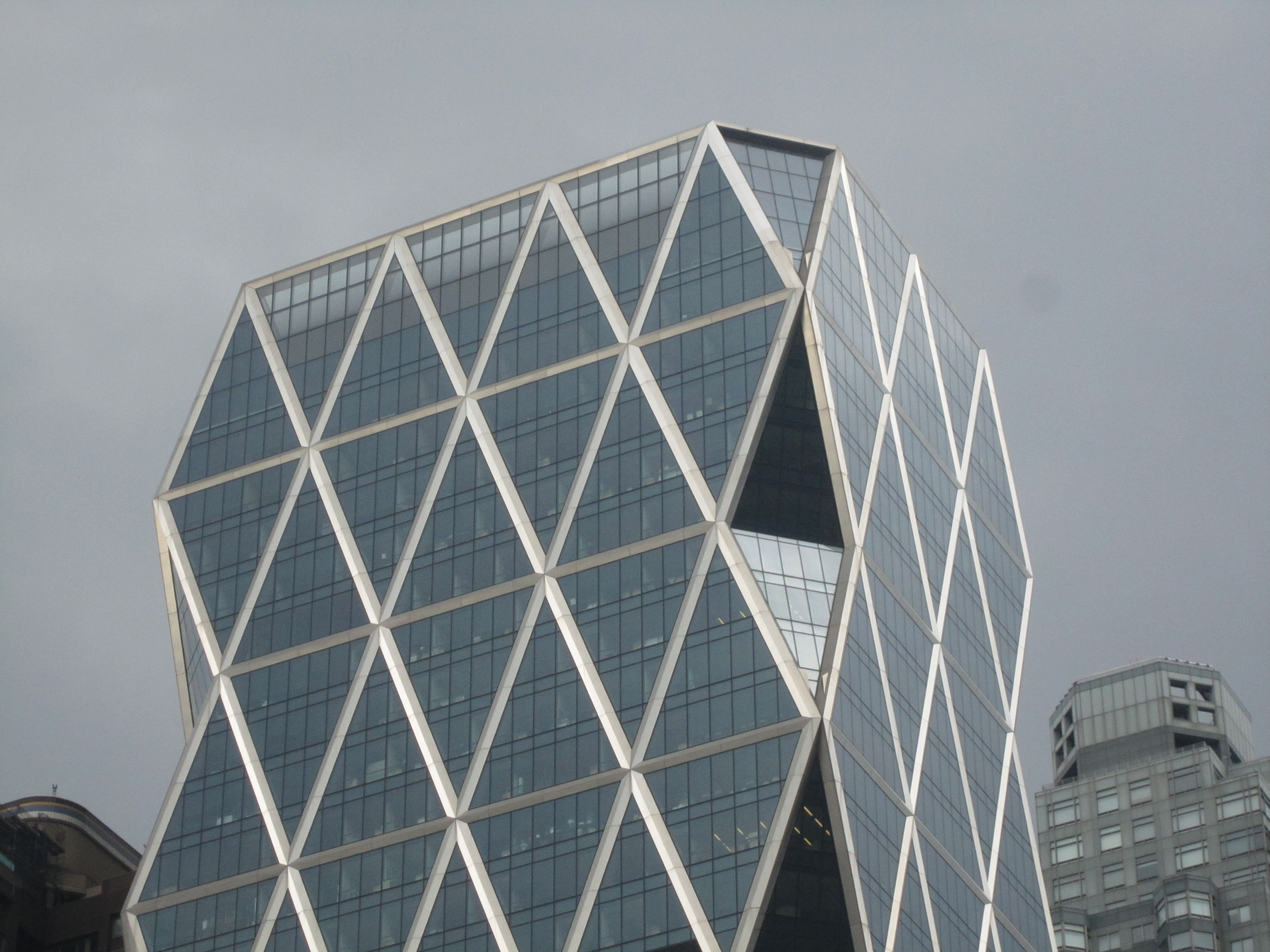
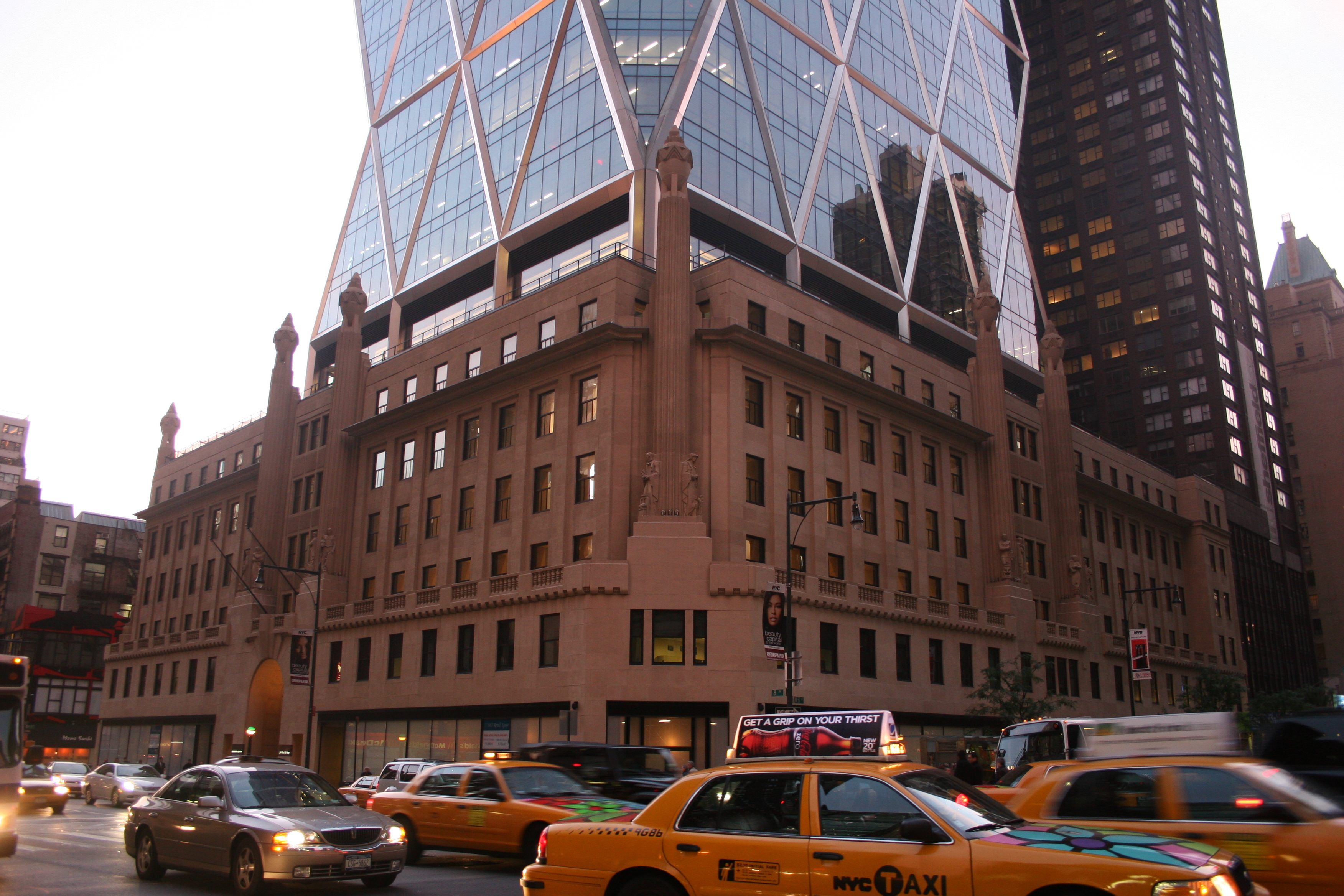